# 地区防災計画学会
地区防災計画学会（ちくぼうさいけいかくがっかい、英文名：The Japan Society of Community Disaster Management Plan）は、「地区防災計画」の研究に関する学術学会。
2014年（平成26年）6月に発足。学会事務局は一般財団法人関西情報センター内（大阪市中央区城見1-3-7 松下IMPビル5F）に設置されている。

## 設立趣旨
「地区防災計画ガイドライン」は、地域住民、事業者、学識経験者、行政関係者等産学官の多数の関係者の協力を得て作成された。そのようなこともあり、「地区防災計画制度」を普及させていくに当たり、関係者が制度に関するノウハウを交換したり、先進事例について理解を深めるような場がほしいという要望が多数あった。
そこで、地区防災計画に係る普及啓発、調査研究等を行い、地域防災力の向上や地域コミュニティの活性化、まちづくり等に資することを目的として、産学官のメンバーによって、地区防災計画学会が創設されることになった。

## 学会の概要
- 組織
  - 名誉会長：室﨑益輝（神戸大学名誉教授・兵庫県立大学特任教授）
  - 会長：矢守克也（京都大学防災研究所教授）
  - 副会長：加藤孝明（東京大学生産技術研究所教授）[2]
- 活動[3]
  - 地区防災計画制度に係る
    1. 普及啓発、調査研究等
    2. 計画の作成支援、教育・訓練、評価・見直し等
    3. 災害情報共有システム等関係システム
    4. 標準化
    5. 先進的な取組に対する表彰等の在り方

## 地区防災計画モデル事業
地区防災計画学会では、2020年度からアカデミックな地区防災計画モデル事業も実施している。
- 地区防災計画モデル事業の3つの特徴
  - 2020年度より、Yahoo!基金の支援により開始された地区防災計画の普及促進・調査研究のための事業
  - 対象地区は公募、担当教員は大会報告・査読論文投稿
  - 2020年度は9地区、2021年度は11地区を選定

### 2020年度
9地区
| No | 地区名       | 市町村               | 策定主体     | 担当教員・筆頭教員                                 |
| -- | ------------ | -------------------- | ------------ | -------------------------------------------------- |
| 1  | 新東三国地域 | 大阪府大阪市淀川区   | −            | 生田英輔（大阪市立大学）                           |
| 2  | 川辺地区     | 岡山県倉敷市真備町   | −            | 磯打千雅子（香川大学）                             |
| 3  | 戸田地区     | 静岡県沼津市         | −            | 加藤孝明（東京大学）                               |
| 4  | 武儀地域     | 岐阜県関市           | −            | 小山真紀（岐阜大学）                               |
| 5  | 下暮地地区   | 山梨県都留郡西桂町   | 下暮地自治会 | 鈴木猛康（山梨大学）                               |
| 6  | 鮒田地区     | 三重県南牟婁郡紀宝町 | −            | 田中耕司（大阪工業大学）、竹之内健介（京都大学）   |
| 7  | 興津地区     | 高知県高岡郡四万十町 | −            | 中野元太（京都大学）、矢守克也（京都大学）         |
| 8  | 美木多校区   | 大阪府堺市南区       | −            | 西田佳弘（大阪市立大学）、坊農豊彦（大阪市立大学） |
| 9  | 大浦地区     | 宮城県気仙沼市       | −            | 室﨑益輝（兵庫県立大学）、小島一哉（大阪市立大学） |

### 2021年度
11地区
| No | 地区名             | 市町村               | 策定主体                                                   | 担当教員・筆頭教員                                 |
| -- | ------------------ | -------------------- | ---------------------------------------------------------- | -------------------------------------------------- |
| 1  | 大浦地区           | 宮城県気仙沼市       | −                                                          | 室﨑益輝（兵庫県立大学）、小島一哉（大阪市立大学） |
| 2  | 法寺岡地区         | 福井県永平寺町       | −                                                          | 酒井明子（福井大学）                               |
| 3  | 戸田地区・土肥地区 | 静岡県沼津市、伊豆市 | −                                                          | 加藤孝明（東京大学）                               |
| 4  | 下暮地地区         | 山梨県都留郡西桂町   | 下暮地自治会                                               | 鈴木猛康（山梨大学）                               |
| 5  | 港島地区           | 兵庫県神戸市中央区   | −                                                          | 澤田雅浩（兵庫県立大学）                           |
| 6  | 鮒田地区           | 三重県南牟婁郡紀宝町 | −                                                          | 田中耕司（大阪工業大学）、竹之内健介（香川大学）   |
| 7  | 小山地区           | 大阪府藤井寺市       | −                                                          | 石塚裕子（大阪大学）、渥美公秀（大阪大学）         |
| 8  | 美木多校区         | 大阪府堺市           | −                                                          | 西田佳弘（大阪市立大学）、坊農豊彦（大阪市立大学） |
| 9  | 川辺地区           | 岡山県倉敷市真備町   | −                                                          | 磯打千雅子（香川大学）                             |
| 10 | 岡田地区・辻田地区 | 岡山県倉敷市真備町   | 岡田地区まちづくり推進協議会 （自治会数：7、世帯数：1059） | 阪本真由美（兵庫県立大学）、小山真紀（岐阜大学）   |
| 11 | 潮江地区           | 高知県高知市         | −                                                          | 浅野幸子（早稲田大学）、神原咲子（高知県立大学）   |

### 2022年度
13地区
| No | 地区名                      | 市町村               | 策定主体 | 担当教員・筆頭教員                               |
| -- | --------------------------- | -------------------- | -------- | ------------------------------------------------ |
| 1  | 新東三国地区                | 大阪府大阪市         | −        | 生田英輔（大阪公立大学）                         |
| 2  | 小山・船橋・西古室2丁目地区 | 大阪府藤井寺市       | −        | 石塚裕子（大阪大学）、渥美公秀（大阪大学）       |
| 3  | 箭田地区、水島地区          | 岡山県倉敷市真備町   | −        | 石塚裕子（大阪大学）                             |
| 4  | 川辺地区                    | 岡山県倉敷市真備町   | −        | 磯打千雅子（香川大学）                           |
| 5  | 中地区                      | 京都府精華町         | −        | 大津暢人（神戸大学）、北後明彦（神戸大学）       |
| 6  | 戸田地区・土肥地区          | 静岡県沼津市・伊豆市 | −        | 加藤孝明（東京大学）、杉山高志（東京大学）       |
| 7  | 二三四町会                  | 東京都豊島区南池袋   | −        | 北村弥生（長野保健医療大学）                     |
| 8  | 高須町                      | 福井県福井市高須町   | −        | 近藤誠司（関西大学）                             |
| 9  | 赤萩地区・大桐地区          | 福井県南越前町       | −        | 酒井明子（福井大学）                             |
| 10 | 港島地区                    | 兵庫県神戸市         | −        | 澤田雅浩（兵庫県立大学）                         |
| 11 | 下暮地地区・倉見地区        | 山梨県西桂町         | −        | 鈴木猛康（山梨大学）、小島一哉（山梨大学）       |
| 12 | 鮒田地区                    | 三重県紀宝町         | −        | 田中耕司（大阪工業大学）、竹之内健介（香川大学） |
| 13 | 錦地区                      | 三重県大紀町         | −        | 中世古二生（岐阜県立看護大学）                   |

### 2023年度
6地区
| No | 地区名                       | 市町村                 | 策定主体                     | 担当教員・筆頭教員                               |
| -- | ---------------------------- | ---------------------- | ---------------------------- | ------------------------------------------------ |
| 1  | 川辺地区                     | 岡山県倉敷市真備町     | −                            | 磯打千雅子（香川大学）                           |
| 2  | マンションソフィアステイシア | 神奈川県横須賀市平成町 | ソフィアステイシア自主防災会 | 金思穎（専修大学）                               |
| 3  | 赤萩地区、大桐地区           | 福井県南越前町         | −                            | 酒井明子（福井大学）                             |
| 4  | 鮒田地区                     | 三重県南牟婁郡紀宝町   | −                            | 田中耕司（大阪工業大学）、竹之内健介（香川大学） |
| 5  | 三耕地地区                   | 長野県下伊那郡泰阜村   | −                            | 田中隆文（名古屋大学）、山本賢一郎（日本大学）   |
| 6  | 錦地区                       | 三重県度会郡大紀町     | −                            | 中世古二生（岐阜県立看護大学）                   |

### 2024年度
7地区
| No | 地区名                       | 市町村                 | 策定主体     | 担当教員・筆頭教員                               |
| -- | ---------------------------- | ---------------------- | ------------ | ------------------------------------------------ |
| 1  | 川辺地区                     | 岡山県倉敷市真備町     | −            | 磯打千雅子（香川大学）                           |
| 2  | 市ノ川地区                   | 埼玉県東松山市         | 市ノ川自治会 | 北村弥生（長野保健医療大学）                     |
| 3  | 奈良地区                     | 埼玉県熊谷市           | −            | 北村弥生（長野保健医療大学）                     |
| 4  | マンションソフィアステイシア | 神奈川県横須賀市平成町 | −            | 金思穎（専修大学）                               |
| 5  | 高須集落                     | 福井県福井市高須町     | −            | 近藤誠司（関西大学）                             |
| 6  | 正院地区                     | 石川県珠洲市           | −            | 酒井明子（福井大学）                             |
| 7  | 鮒田地区                     | 三重県南牟婁郡紀宝町   | −            | 田中耕司（兵庫県立大学）、竹之内健介（香川大学） |

### 2025年度
最新動向は、地区防災計画学会の大学教員等の有志によるnote「地区防災計画チャンネル」に詳しい。
- note「地区防災計画チャンネル」
- 内閣府：地区防災計画ライブラリ

## 関連書籍
- 学術雑誌：地区防災計画学会誌
  - 地区防災計画学会が、2014年9月から発行している「地区防災計画学会誌」。8年間で24号（2022年3月時点）が発刊。これまでに数百本の査読論文、寄稿、予稿等が掲載されており、その内容は、学術的・社会実装的である。 （　地区防災計画学会誌の特徴3点　）